# Балценхајм
Балценхајм (фр. Baltzenheim) насеље је и општина у источној Француској у региону Алзас, у департману Горња Рајна која припада префектури Колмар.
По подацима из 2011. године у општини је живело 578 становника, а густина насељености је износила 88,65 становника/km². Општина се простире на површини од 6,52 km². Налази се на средњој надморској висини од 183 метара (максималној 186 m, а минималној 180 m).

## Демографија
| 1962. | 1968. | 1975. | 1982. | 1990. | 1999. | 2011. |
| ----- | ----- | ----- | ----- | ----- | ----- | ----- |
| 201   | 204   | 245   | 318   | 458   | 495   | 578   |

График промене броја становника у току последњих година